# Arvo Ylppö

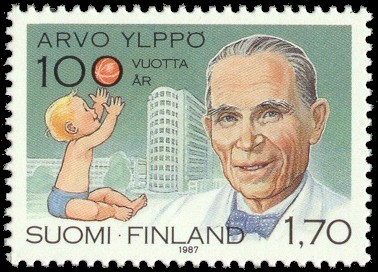
Arvo Henrik Ylppö na finské známce z roku 1987 vydané při příležitosti jeho 100. narozenin

Arvo Henrik Ylppö (27. října 1887, Akaa – 27. ledna 1992, Helsinky) byl finský pediatr, který vedl v první polovině 20. století reformy finského zdravotnictví v oblasti péče o děti, během kterých došlo k prudkému poklesu dětské úmrtnosti. Je považován za jednoho z nejvýznamnějších finských lékařů. V prosinci 2004 jej hlasy diváků YLE umístily na 6. místo ve stovce největších Finů.